# Colline parlementaire de Québec
Ne doit pas être confondue avec la Colline du Parlement située à Ottawa
La colline parlementaire de Québec est un secteur du quartier du Vieux-Québec—Cap-Blanc—colline Parlementaire, de l'arrondissement La Cité–Limoilou, à Québec.
Regroupant les sièges de différents organismes de l'administration publique au Québec, le secteur abrite entre autres l'hôtel du Parlement du Québec ainsi que de nombreux édifices gouvernementaux et places d'affaires. On y retrouve également quelques rues commerçantes et résidentielles, dont la Grande Allée, ainsi que plusieurs parcs dont les plaines d'Abraham.

## Histoire

### Le faubourg Saint-Louis
Le quartier est d'abord nommé « Faubourg Saint-Louis ». Il est situé au sud du faubourg Saint-Jean et à l'ouest des murs du Vieux-Québec. Ce petit faubourg, bâti de maisons en bois, abrite essentiellement une population ouvrière d'origine irlandaise. Arrivés à Québec dans les années 1830, ces immigrants s'installent dans les rues Scott, O’Connell (nommée en l'honneur du patriote irlandais Daniel O'Connel), Saint-Patrick et adjacentes. Enserré par les propriétés militaires, il se développe presque en vase clos. 
À la suite de l'entrée du Québec dans la Confédération en 1867, la capitale est transférée à Ottawa, et Québec perd son importance sur le plan militaire. Le départ de la garnison en 1871 permet d'amorcer l'urbanisation du quartier, en laissant libre les terrains militaires. Un incendie détruit le quartier en 1876, ruinant 411 maisons et faisant 3000 sinistrés. Seul le couvent Bon-Pasteur échappe au brasier. En 1876, le nouvel hôtel du Parlement est installé sur l'ancien champ de cricket de la garnison, près de la porte Saint-Louis, à l'est de la rue Saint-Augustin. Les terrains du faubourg Saint-Louis prennent de la valeur, et le nouveau boulevard Saint-Cyrille permet d'aller du Parlement à l'avenue de Salaberry à partir de 1898. La population ouvrière cède graduellement la place aux commis et employés de bureaux rattachés à l'administration provinciale.
D'autres édifices sont construits autour du Parlement et forment le premier noyau de la Cité parlementaire : les édifices Pamphile-Lemay (1910-1916), Honoré-Mercier (1922-24), André-Laurendeau (1931-32), et de la Voirie (1934-37).

### La rénovation urbaine

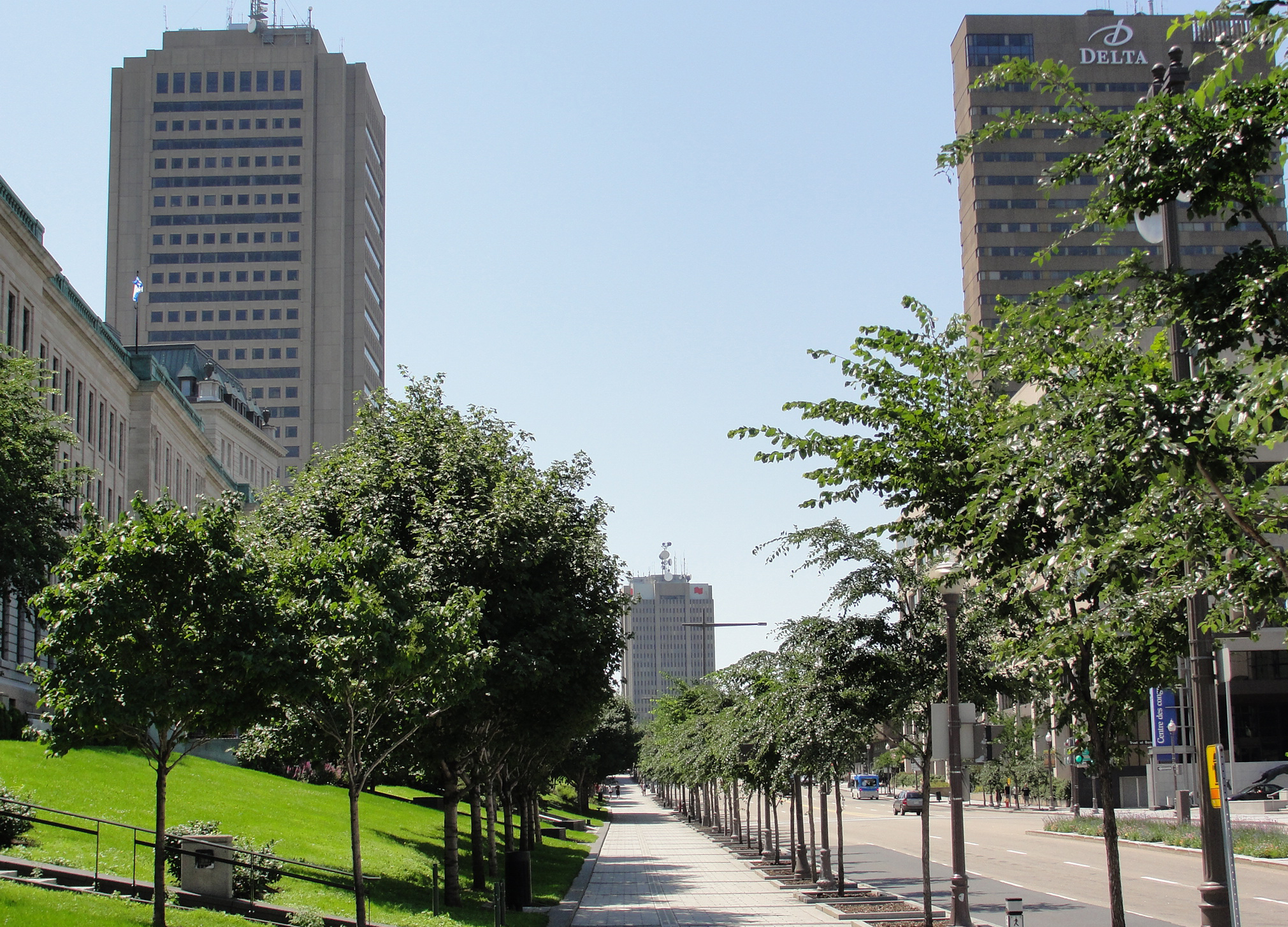
Boulevard René-Lévesque

Au tournant des années 1960, le gouvernement du Québec décide de réaménager complètement les alentours de l'hôtel du Parlement pour en faire un quartier administratif. Les urbanistes Jacques Gréber et Édouard Fiset proposent un plan dans lequel on retrouve notamment le prolongement du boulevard Saint-Cyrille, devenu depuis le Boulevard René-Lévesque) jusqu'à la Place D'Youville.
Il faudra attendre le remplacement du gouvernement de l'Union nationale par celui de Jean Lesage en 1960 pour que soient amorcés les projets d’embellissement de ce secteur. Après l'élection de Daniel Johnson et son équipe en 1966, les idées de Fiset, qui souhaitait faire de l'hôtel du Parlement le point culminant de la colline à l’instar de celle d'Ottawa, sont toutefois éclipsées au profit de celles de Jean-Claude La Haye, pour qui quelques édifices en hauteurs dans les environs mettraient aussi bien le Parlement en valeur. Au début des années 1970, les rues et les maisons en rangées du faubourg sont rasées pour faire place à d'imposants complexes comme l'édifice Marie-Guyart ou bien le Grand Théâtre de Québec.

## Édifices
Les édifices suivants sont localisés dans ce secteur :

### Édifices parlementaires et gouvernementaux
- Place Québec ;
- Centre des congrès de Québec ;
- Complexe du Parlement ;
- Hôtel du Parlement ;
- Édifice André-Laurendeau ;
- Édifice Honoré-Mercier ;
- Édifice Jean-Antoine-Panet ;
- Édifice Pamphile-Le May ;
- Édifice Hector-Fabre (construit en 1992) ;
- Édifice J.-A.-Tardif ;
- 150 René-Lévesque Est.

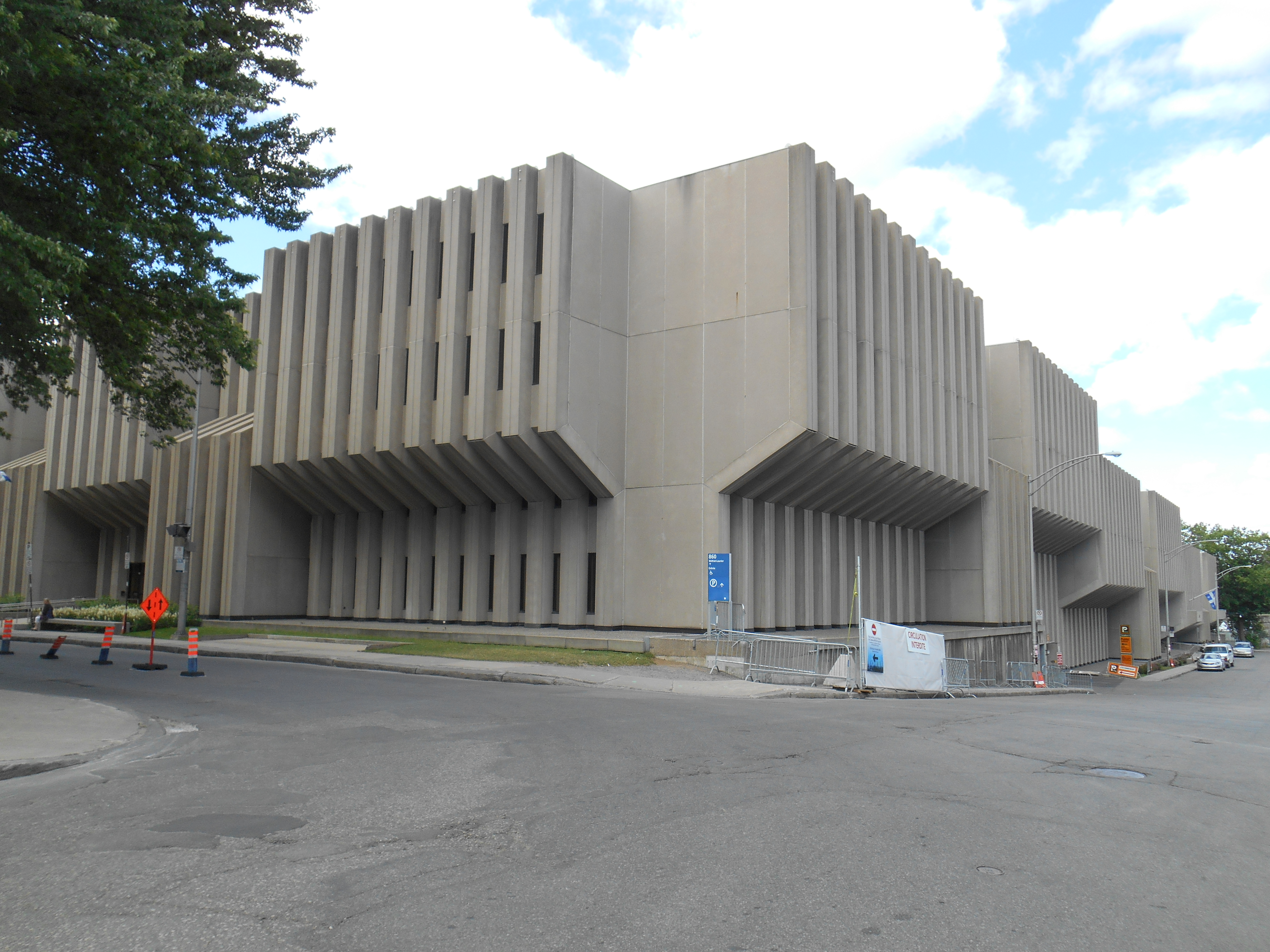
Édifice Jean-Talon, dit le « Bunker », abrite le Conseil exécutif du Québec et le Conseil du trésor du Québec

- Édifice Jean-Talon : le complexe comprend les édifices H et J, complétés en 1972[9]. Ils abritèrent alors les bureaux du premier ministre et la salle du Conseil exécutif (surnommée, la soucoupe volante) jusqu'en 2002, année pendant laquelle les installations furent déménagées dans l'édifice Honoré-Mercier. Le complexe est relié au palais législatif, situé au nord, par un tunnel qui passe sous la Grande Allée, et muni d'un héliport sur son toit qui facilite l'évacuation. Il est familièrement connu sous les appellations de « Calorifère » ou « Bunker », de par son architecture qui présente des fenêtres en meurtrières ;
- Édifice Lomer-Gouin : construit en 1990 ;
- Édifice Marie-Fitzbach ;
- Édifice Marie-Guyart : construit à la fin des années 1960 et début 1970 ;
  - Observatoire de la Capitale ;
- Grand Théâtre de Québec ;
- Hôtel Le Concorde Québec ;
- Hôtel Delta Québec ;
- Hôtel Hilton ;

### Édifices commerçants et résidentiels
- Chapelle des Sœurs-du-Bon-Pasteur[10] ;
- Club Renaissance : d'inspiration médiévale, ce bâtiment abrita le club privé de l'Union nationale ;
- Couvent des Franciscaines de Marie ;
- Église de Saint-Cœur-de-Marie ;
- Résidence de Louis-Alexandre Taschereau ;
- Tour Martello, numéro 2.

## Parcs et monuments

### Ornements

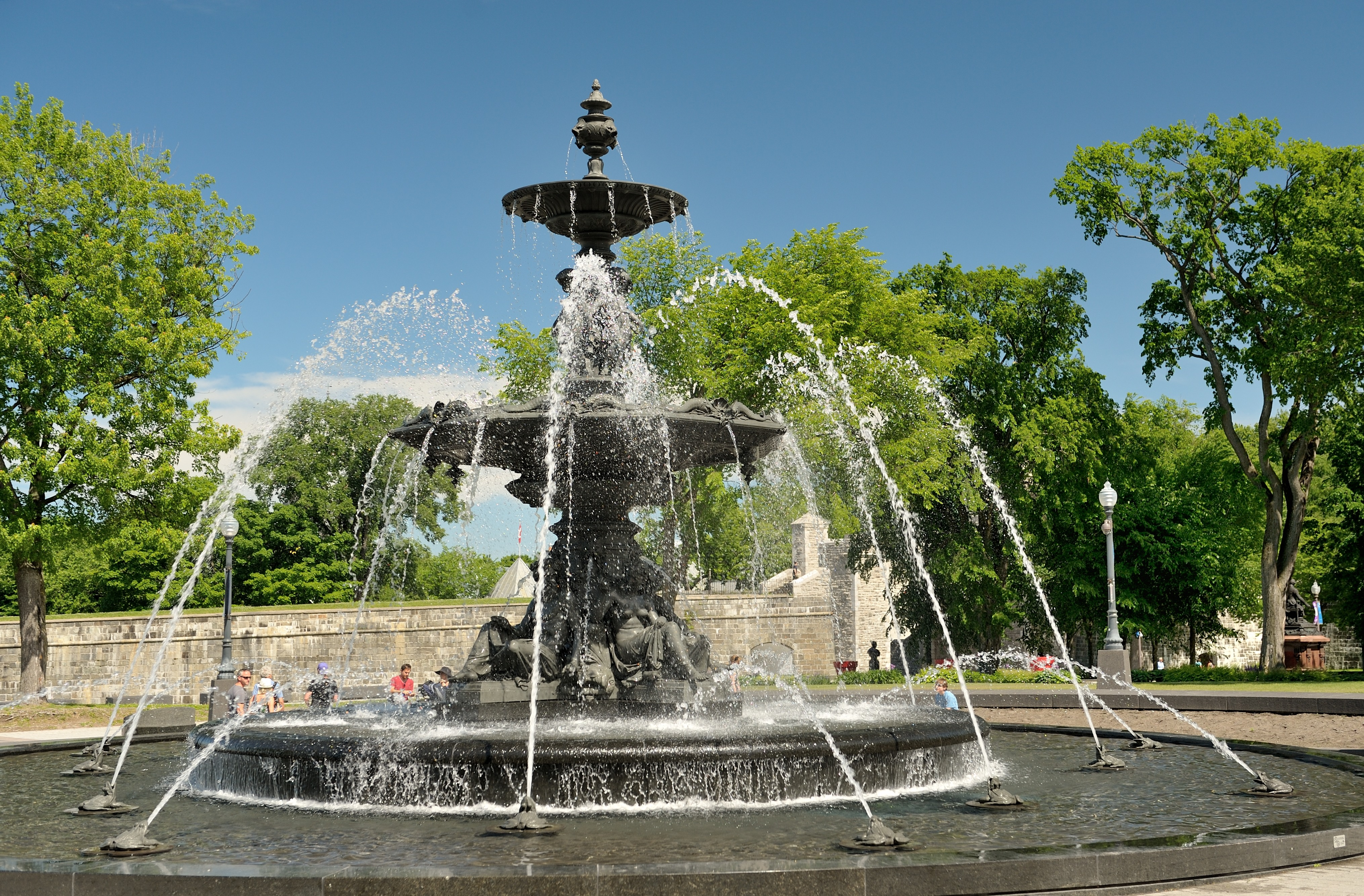
Fontaine de Tourny

La Colline parlementaire est ornée de plusieurs monuments.
- Fontaine de Tourny : offert en cadeau par le directeur général de La Maison Simons, Peter Simons, pour le 400e anniversaire de la ville de Québec. La fontaine provenait, à son origine, de la ville de Bordeaux en France ;
- l'Inuksuk : fait de pierres empilées les unes sur les autres, ce monument représente le symbole de l'orientation des Inuits dans le vaste territoire du nord du Québec ;
- monument dédié aux arpenteurs-géomètres canadiens ;
- monument aux Acadiens ;
- plaque commémorative du 125e anniversaire de la Tribune de la presse ;
- la sculpture 1+1=1 ;
- totem du centenaire de l'entrée de la Colombie-Britannique dans la Confédération.

### Monuments de bronze

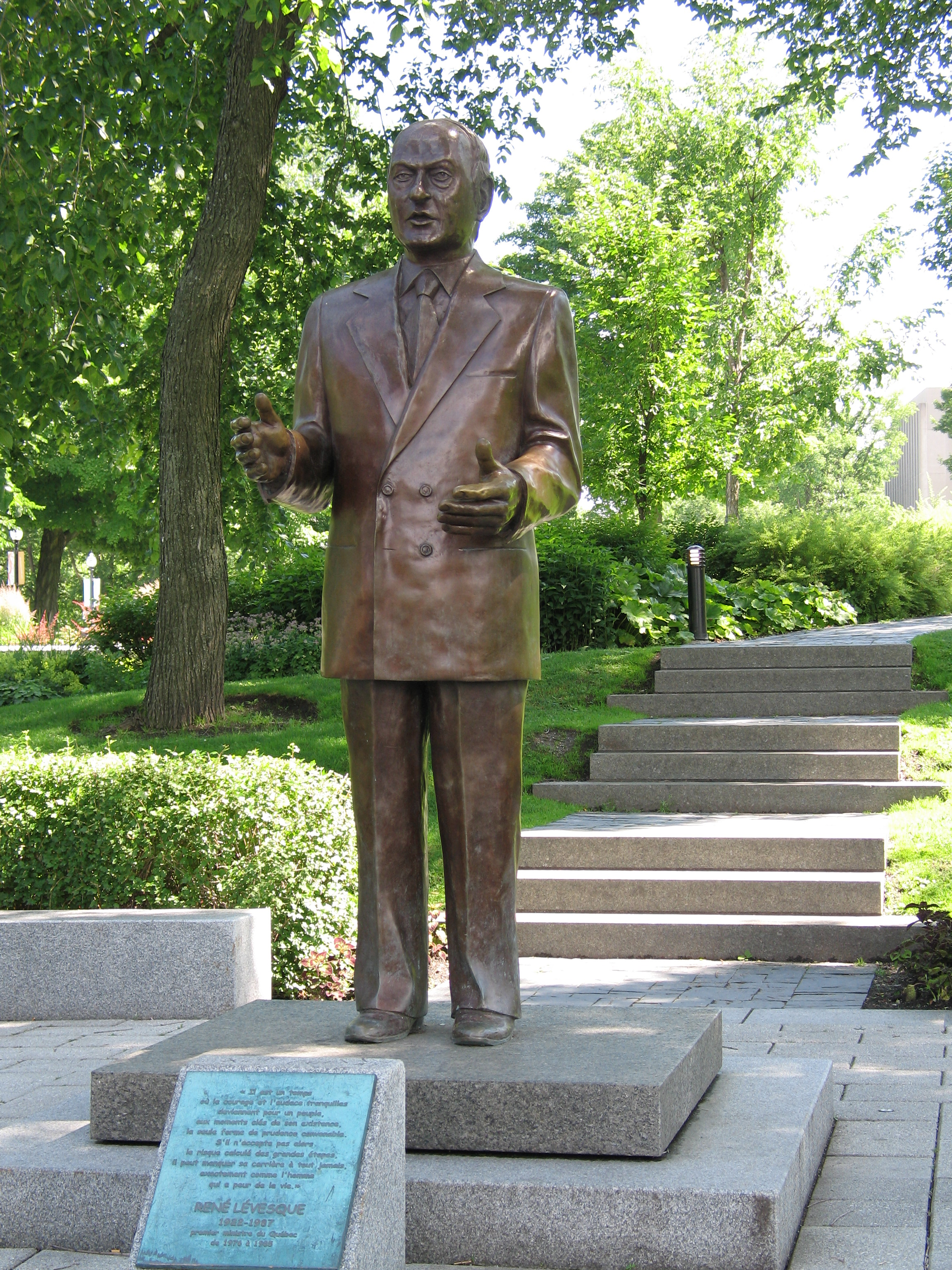
Statue de René Lévesque, 23e premier ministre du Québec

Tout comme les sculptures de bronze de la façade de l'hôtel du Parlement, ces monuments furent réalisés en taille réelle, à la différence qu'ils sont montés sur des socles et dispersés dans les jardins de la colline parlementaire.
- Adélard-Godbout (premier ministre en 1936 et de 1939 à 1944) : réalisée par le sculpteur Michel Binette, cette œuvre a été inaugurée à l’automne 2000 afin de souligner le 60e anniversaire de l’obtention du droit de vote par les Québécoises[11] ;
- Charles-De-Gaulle (président de la République française de 1959 à 1969) : afin de reconnaître l'apport de l'instigateur des relations entre la France et le Québec, la sculpture a été réalisée en 1997 par Fabien Pagé[12] ;
- Daniel-Johnson(premier ministre de 1966 à 1968, il accueille le général De Gaulle lors de l'Expo 1967 à Montréal) : le buste fut réalisé par le sculpteur Paul Lancz et inauguré en 1999[13] ;
- Le député arrivant à Québec : cette œuvre, en reproduction, d'Alfred Laliberté a été réalisée en 2018 pour le 225e anniversaire des institutions parlementaires du Québec[14]
- François-Xavier-Garneau (écrivain, il fut le premier à écrire l'Histoire du Canada, 1809-1866) : cette œuvre de Paul Chevré a été réalisée en 1912[15] ;
- Honoré-Mercier (ardent défenseur de l'autonomie du Québec et premier ministre de 1887 à 1891) : une œuvre de Paul Chevré datant de 1912[16] ;
- Jean-Lesage (premier ministre de 1961 à 1966 et père de la Révolution tranquille) : une œuvre d’Annick Bourgeau réalisée en 2000[17] ;
- Louis-Hippolyte-La Fontaine (chef réformiste et premier ministre du Canada-Uni pour le Canada-Est de 1848 à 1851 au sein du premier gouvernement responsable) : la sculpture est l'œuvre du sculpteur Henri Hébert[18] et fut dévoilée en 2003 sur la place de l'Assemblée-Nationale, bien qu'elle fût placée sur la façade de l'hôtel en 1921 ;
- Louis-Joseph-Papineau (chef du parti patriote à partir de 1826, il prend la tête du mouvement de contestation des Patriotes en 1837) : dévoilée en 2002, la sculpture est l'œuvre de Suzanne Gravel et Yvon Milliard[19] ;
- Maurice-Duplessis (premier ministre de 1944 à 1959, période de la Grande Noirceur) : une œuvre du sculpteur Émile Brunet  réalisée en 1960[20], mais dévoilée en 1977 ;
- Montcalm (lieutenant-général des troupes militaires françaises lors de la bataille des plaines d'Abraham en 1760) : réalisée en 1911, l’œuvre est du sculpteur Léopold Morice et de l’architecte Paul Chabert[21] ;
- René-Lévesque (premier ministre de 1976 à 1985 au sein du premier gouvernement souverainiste) : une œuvre de Fabien Pagé réalisée en 2001[22] ;
- Monument Robert Bourassa (premier ministre de 1970 à 1976 et de 1985 à 1994, il développa le potentiel hydroélectrique du nord du Québec) : dévoilée en 2006, l'œuvre est du sculpteur-mouleur Jules Lasalle[23] ;
- Short-Wallick (les militaires Short et Wallick sont les deux héros ayant sauvés les habitants de l'incendie du quartier Saint-Sauveur de la basse-ville de Québec en 1889) : le monument fut créé par le sculpteur Louis-Philippe Hébert et érigé dans le parc face au manège militaire en 1891 ;
- Monument en hommage aux femmes en politique. Présent depuis 2012. Une oeuvre de Jules Lasalle. Cet ensemble sculptural rappelle le combat des femmes pour obtenir le droit de vote et celui de participer pleinement à la vie politique. Trois militantes de la première heure, Idola Saint-Jean, Marie Lacoste Gérin-Lajoie et Thérèse Casgrain, ont ouvert la voie à la première députée au Parlement, Marie-Claire Kirkland.

### Parcs, places et promenades

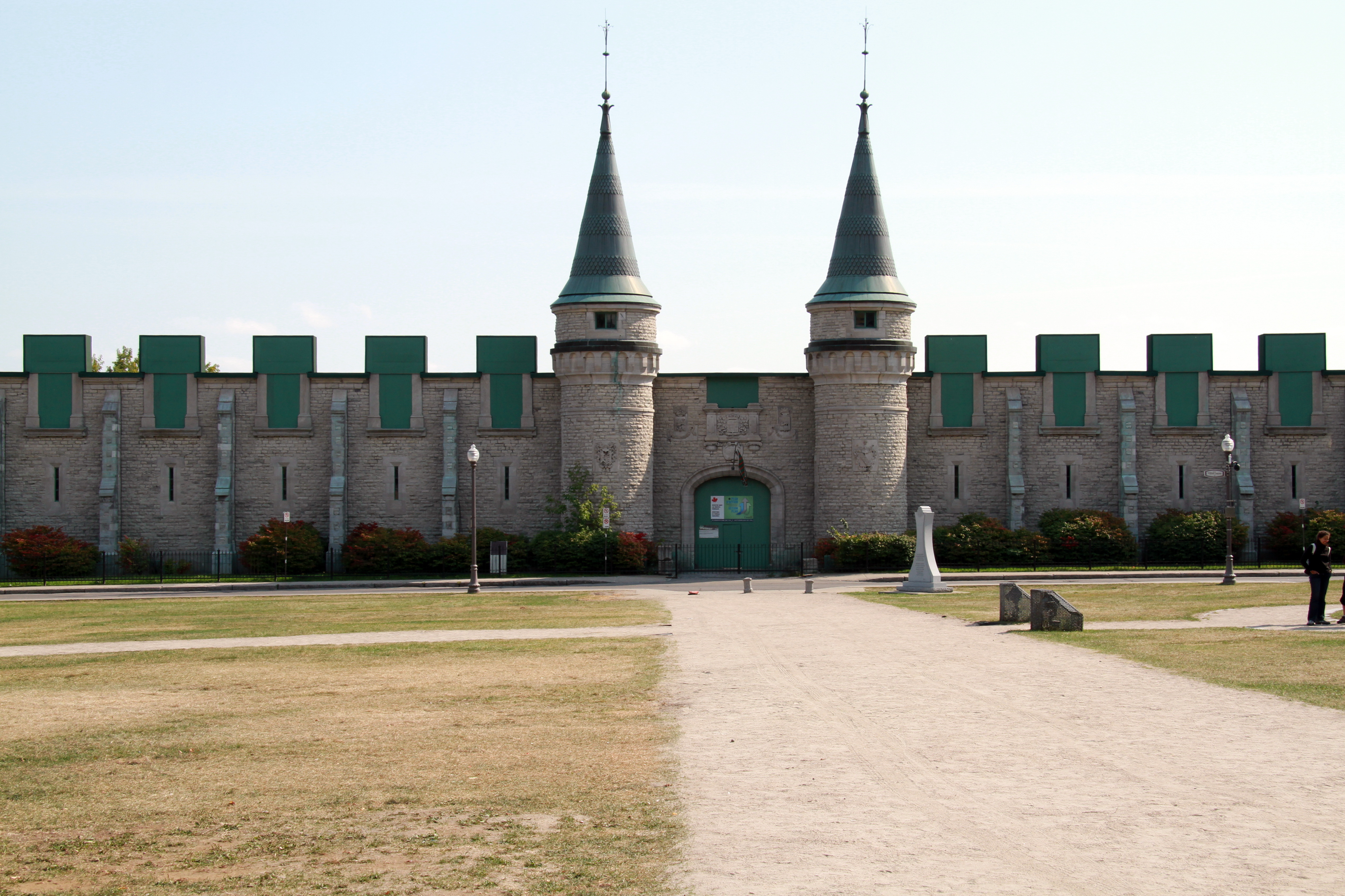
Place George-V

- Parc de l'Amérique-Française : ce parc est dédié aux communautés francophones d’Amérique du Nord fondées par des Québécois et des Acadiens[24] ;
- Parc de la Francophonie : ce parc rappelle le 25e anniversaire de l’Agence de coopération culturelle et technique des pays ayant le français en partage[25] ;
- Place de l'Assemblée-Nationale : espace public situé directement en face de l'hôtel du Parlement ;
- Place Berthelot ;
- Place George-V ;
- Promenade des Acadiens : la promenade et le monument furent créés en hommage à ce peuple pour son apport remarquable à la nation québécoise[26] ;
- Promenade des Premiers-Ministres : située le long du complexe du Parlement, la promenade rend honneur aux 26 premiers ministres du Québec depuis le début de la Confédération jusqu'en 1996[27].

## Circulation
Ce secteur comprend également les voies suivantes :
- Grande Allée : chemin bordant le sud de l'hôtel du Parlement et populaire pour ses bistros et terrasses. Le style architectural de certains des bâtiments le bordant fut inspiré par le style Second Empire de l'hôtel ;
- Avenue Galipeault ;
- Avenue George VI ;
- Avenue Honoré-Mercier ;
- Avenue Taché
- Avenue Turnbull ;
- Avenue Wilfrid-Laurier ;
- Boulevard René-Lévesque Est ;
- Côte d'Abraham ;
- Côte de la Potasse ;
- Cours du Général-De Montcalm ;
- Place Berthelot ;
- Place George-V ;
- Rue de l'Amérique-Française ;
- Rue Antonio-Barrette ;
- Rue d'Artigny ;
- Rue du Bon-Pasteur ;
- Rue de la Chevrotière ;
- Rue de Claire-Fontaine ;
- Rue Dauphine ;
- Rue Jean-Jacques-Bertrand ;
- Rue de Joly-De Lotbinière ;
- Rue Louis-Alexandre-Taschereau ;
- Rue des Parlementaires ;
- Rue Prévost ;
- Rue René-Jalbert ;
- Rue Richelieu ;
- Rue Jacques-Parizeau (ancienne rue Saint-Amable) ;
- Rue Saint-Gabriel ;
- Rue Saint-Joachim ;
- Rue Saint-Louis ;
- Rue Saint-Patrick ;
- Rue de Senezergues.